# 르노 카뮈
장 르노 가브리엘 카뮈(Jean Renaud Gabriel Camus, 1946년 8월 10일 ~)는 프랑스의 작가로 소설 및 정치 논쟁에 대해 주로 글을 쓰고 있다. 그는 프랑스의 이민 문제에 다룬 우익 성향의 음모론 중 하나인 대전환(Grand Remplacement)의 창시자로 알려져 있다. 2019년 3월 발생한 크라이스트처치 모스크 총기 난사 사건의 범인의 테러 동기가 되었다는 비판을 받기도 하였다.